# Staurikosaurus
Staurikosaurus is een geslacht van uitgestorven saurischische dinosauriërs dat in het Midden-Trias, het Carnien, ongeveer van 227 tot 221 miljoen jaar geleden, leefde in het gebied van het huidige Brazilië. Het was een van de eerste dinosauriërs. Staurikosaurus pricei is de enige benoemde soort uit het geslacht Staurikosaurus.

## Vondst en naamgeving
Van Staurikosaurus is slechts één exemplaar gevonden. In 1936 groef de paleontoloog Llewellyn Ivor Price tijdens een expeditie van het Museum of Comparative Zoology of Harvard College, samen met Theodore Elmer White bij Alemõa, Sanga Baixo, in Rio Grande do Sul, het skelet op van een dinosauriër.

Staurikosaurus is vernoemd naar het Zuiderkruis

In de jaren zestig werd het fossiel onder de aandacht gebracht van de Amerikaanse paleontoloog Edwin Harris Colbert. Die bestudeerde het voor een tijdje maar publiceerde er niet over. Pas nadat hij zelf een reis naar Brazilië had gemaakt, besloot Colbert de publicatie te voltooien. In 1970 werd de vondst door Colbert benoemd en beschreven als de typesoort Staurikosaurus pricei. De geslachtsnaam verwijst naar het Zuiderkruis, het sterrenbeeld uit het wapenschild van Brazilië; stauros is Klassiek Grieks voor het kruis. De soortaanduiding eert Price als ontdekker.
Het holotype MCZ 1669 is gevonden in de Alemoa-afzetting van de Santa Maria-formatie die dateert uit het Carnien. Het bestaat uit een gedeeltelijk skelet zonder schedel. Bewaard zijn gebleven: de onderkaken, de vierde tot en met negende halswervel, de vijftien ruggenwervels, de drie sacrale wervels, vierendertig staartwervels, ribben, de bovenkant van een schouderblad, het bekken, beide dijbeenderen, beide scheenbeenderen en beide kuitbeenderen. Een stuk rechteropperarmbeen dat Colbert meende aangetroffen te hebben werd later door andere onderzoekers als niet te identificeren gezien. In 1992 meende Emilio Fernando Novas nog een stuk schouderblad in het materiaal ontdekt te hebben maar in 2009 bleek dat een deel van een van de zitbeenderen te zijn.
In 2009 verscheen een gedetailleerde beschrijving door Jonathas Souza Bittencourt op basis van diens dissertatie uit 2004. Bittencourt profiteerde daarbij van het feit dat het specimen verder was geprepareerd, waarbij harde aankoekingen van hematiet waren verwijderd.
In 2019 concludeerde een studie dat Teyuwasu een jonger synoniem was van Staurikosaurus.

## Beschrijving

### Grootte en algemene bouw

Staurikosaurus in grootte vergeleken met een mens

De lengte van Staurikosaurus bedroeg naar schatting 225 centimeter van staart tot snuit. Staurikosaurus woog hoogstens een kleine twintig kilogram — volgens Gregory S. Paul in 2024 slechts dertien kilogram — en was een carnivoor. Deze snelle dinosauriër liep op zijn vrij lange achterpoten en had vermoedelijk — ze zijn niet teruggevonden — korte voorpoten. Het lichaam van Staurikosaurus was langwerpig met een matig lange staart.

### Onderscheidende kenmerken
De diagnose van Colbert uit 1970 is naar moderne maatstaven geheel verouderd. Modernere beschrijvingen hebben een aantal onderscheidende kenmerken vastgesteld ten opzichte van de verwant Herrerasaurus. De onderste voorrand van het schaambeen is afgeschuind. Op het dijbeen is de trochanter anterior gereduceerd tot een verruwing. Het ondervlak van het scheenbeen is rond. De binnenkant van het scheenbeen heeft een verticale trog over het bovenste derde deel.

### Skelet

#### Schedel en onderkaken
De schedel is onbekend. Gezien de lengte van de onderkaken moet de schedel ruim twintig centimeter lang geweest zijn. In reconstructies krijgt de kop vaak een rechthoekig profiel naar model van Herrerasaurus.

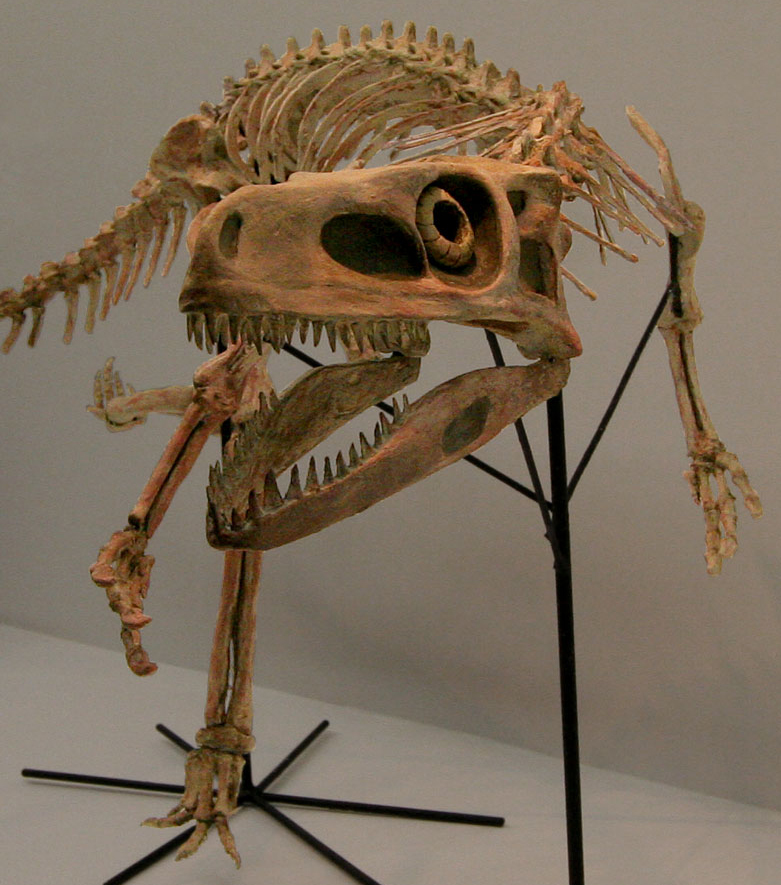
Reconstructies van de schedel zijn op fantasie gebaseerd

Van de onderkaak is het voorste been, het os dentale of dentarium, langwerpig, de helft van de totale kaaklengte beslaand. Het dentarium is vooraan niet omhoog gebogen. Aan de buitenkant van het dentarium is een horizontale rij aderkanalen te zien die vooraan op halve hoogte liggen en meer naar achteren toe dichter naar de tandrij stijgen. Aan de binnenkant is er een horizontale groeve tussen de tweede en negende tandpositie. Het is niet duidelijk of het dentarium via een middengewricht met de achterkant van de onderkaak was verbonden en dus ook niet of die zijwaarts kon openklappen. Het os spleniale aan de binnenzijde van het dentarium is onderaan en overdwars bijna even dik. Het spleniale toont geen zenuwkanaal voor de Musculus mylohyoideus en ook bij dit bot is de achterste verbinding met de rest van de kaak onduidelijk. Het surangulare vormt de bovenrand van een lang buitenste zijvenster. Het angulare is langwerpig, afgeplat en achteraan hoger dan vooraan. Het prearticulare is eveneens langwerpig en hol naar boven gebogen, waarbij de voorste en achterste takken een grotere hoogte hebben dan het middenstuk. Het articulare heeft achteraan een lang retroarticulair uitsteeksel op de kaak te openen en draagt bovenaan een brede uitholling van het onderste kaakgewricht.
Het dentarium draagt minstens vijftien tanden; Bittencourt dacht dat dit ook het totaal was. De tanden zijn overdwars afgeplat met een ovale dwarsdoorsnede. De buitenzijde is even sterk bol gekromd als de binnenzijde. De tandkroon is puntig en iets naar achteren gebogen. Althans de achtste tand heeft beitelvormige kartelingen op de achterrand met een dichtheid van twee vertandingen per strekkende millimeter. De tanden hebben geen verticale groeven.

#### Postcrania
De delen achter de schedel, de postcrania, vormen bij Staurikosaurus verreweg het merendeel van de bekende skeletelementen. Volgens Bittencourt is de wervelkolom verdeeld in negen halswervels, vijftien ruggenwervels, drie sacrale wervels en minstens zevenenveertig staartwervels. Daarbij moet echter bedacht worden dat Peter Malcolm Galton in 1977 dacht de voorste bewaarde halswervel de derde was, terwijl Bittencourt deze als de vierde identificeert. Beiden namen negen halswervels aan zodat de negende cervicale wervel bij Galton de eerste ruggenwervel volgens de indeling van Bittencourt vormt. In 2000 meende Galton dat er twee sacrale wervels waren; de eerste staartwervel bij Galton is de derde sacrale wervel bij Bittencourt. Bittencourt verwerpt dus de aanwezigheid van een voorste dorsosacrale wervel; wat Galton als de vijftiende ruggenwervel zag is volgens Bittencourt een onbepaald botfragment.
De halswervels zijn spoelvormig en amficoel: met holle uiteinden. Het voorste uiteinde heeft een rechthoekig dwarsprofiel, het achterste is ronder en holler. De halswervels hebben lage doornuitsteeksels. De voorste gewrichtsuitsteeksels zijn langwerpig en steken voorbij de achterrand van de voorliggende wervel. Tussen de achterste gewrichtsuitsteeksels bevindt zich een diepe trog. Deze uitsteeksels hebben aan de bases korte epipofysen. De halswervels zijn niet gepneumatiseerd. De nekribben zijn onbekend.
De achterste halswervels zijn niet duidelijk langer dan de voorste ruggenwervels. De ruggenwervels zijn amficoel en kort: driemaal hoger dan lang. Hun doornuitsteeksels zijn hoog en hebben holle voorranden en achterranden zodat ze in zijaanzicht ingesnoerd zijn. Hun zijuitsteeksels zijn aan de onderkant uitgehold door fossae, een typisch saurischisch kenmerk. Het is onduidelijk of er een hyposfeen-hypantrum-complex van secundaire gewrichtsuitsteeksels aanwezig is. De eerste sacrale wervel is zestig procent langer dan de laatste ruggenwervel. In het heiligbeen zijn de sacrale ribben stevig met de bovenliggende zijuitsteeksels vergroeid tot een vrij hoge structuur die verticaal met een belangrijk deel van het darmbeen contact maakt. De doornuitsteeksels van de sacrale wervels zijn niet vergroeid. Net als de doornuitsteeksels van de achterste rug hebben ze een vierkant zijprofiel en zijn dus relatief hoog en van voor naar achter kort. De derde sacrale wervel is niet gekield. Volgens Galton heeft deze wervel geen sacrale ribben maar volgens Bittencourt is daarvan bij het beschadigde element toch de aanzet zichtbaar. De voorste staartwervels zijn gekield noch aan de onderkant gegroefd en hebben vrij hoge en verticaal gerichte doornuitsteeksels. De middelste staartwervels worden naar achteren toe langer en lager, terwijl hun gewrichtsuitsteeksels zich verlengen, tot de helft van de naastliggende wervel beslaand. Dit moet al een zekere verstijving opgeleverd hebben en die wordt versterkt bij de achterste wervels waarbij richels de achterste gewrichtsuitsteeksels verbinden met de voorste gewrichtsuitsteeksels van de achterliggende wervel, in een bol bovenprofiel. Er is een duidelijk 'overgangspunt' tussen middelste en achterste staartwervels dat zich kenmerkt door het verdwijnen van de doornuitsteeksels en zijuitsteeksels, een typisch theropode kenmerk.
Van de schoudergordel is weinig bekend. Het schouderblad heeft bovenaan afgeronde hoeken en is achteraan overdwars dikker.

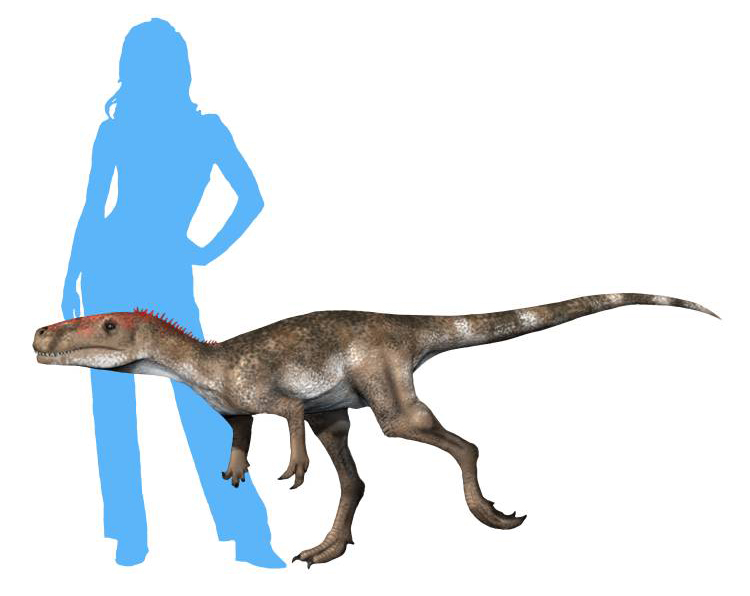
Reconstructie

In het bekken heeft het darmbeen een vrij basale bouw in de zin dat het kort en hoog is. Ook het voorblad is kort en steekt niet vóór het raakvlak met het schaambeen uit. Het voorblad is afgerond en draagt een opvallende schuine robuuste kam die van de basis van het aanhangsel voor het schaambeen naar de voorste punt van het blad loopt. De zijkant van het darmbeen toont twee uithollingen, een boven het heupgewricht en een ondiepere op het achterblad, recht boven het aanhangsel voor het zitbeen. Het heupgewricht is hoog en gedeeltelijk geperforeerd met een holle binnenwand; meer basale Archosauria hebben vak een bolle binnenwand. Erboven ligt een robuuste horizontale kam die overloopt in een richel op de buitenkant van het aanhangsel voor het schaambeen. Dit aanhangsel is veel langer dan het taps naar beneden toelopende aanhangsel voor het zitbeen, dat ook een welgevormd raakvlak mist; deze bouw is een afgeleid kenmerk dat ook bij Tetanurae te vinden is. Het is onduidelijk of een echte antitrochanter aanwezig is; de bovenste achterwand van het heupgewricht is overdwars wat dikker. De onderrand van het achterblad toont twee subtiele inkepingen. Het achterblad is kort en door beschadigingen is het precieze profiel onduidelijk; het lijkt echter meer afgerond dan rechthoekig. Een groeve in de onderrand als aanhechting voor de Musculus caudofemoralis brevis ontbreekt maar Bittencourt suggereerde dat een verdikking van het blad aldaar in combinatie met de uitholling erboven er de eerste aanzet van vormde.
Het schaambeen is lang en de buitenste bovenkant is naar voren gedraaid, zodanig dat de binnenwand daar naar achteren gericht wordt. De voorrand van de schacht is verbreed tot een lange beenschort; met deze schorten raken de schaambeenderen elkaar. De onderzijde is juist een kwartslag in de andere richting geroteerd zodat de buitenzijde naar achteren draait. Hierdoor ontstaat een overdwars brede 'voet' die overigens ook fors van voor naar achteren verbreed is tot vijfmaal de schachtdikte van bezijden bezien. Volgens Bittencourt is deze structuur homoloog aan de 'voet' van de Neotheropoda. De voorste binnenhoek van de 'voet' draagt onderaan een kleine verheffing. Die verheffing gaat naar beneden over in een glad stuk dat de achterrand vormt van een naar voren en beneden gerichte afschuining die bijna tot aan de onderkant van de voet doorloopt. Dit kenmerk is een autapomorfie, unieke afgeleide eigenschap. De precieze vorm van het raakvlak met het zitbeen is onduidelijk; dit wordt in ieder geval niet gekenmerkt door een groeve. Herrerasaurus heeft de eigenaardigheid dat het schaambeen wat schuin naar achteren is gericht; volgens Bittencourt is bij Staurikosaurus de oriëntatie iets schuin naar voren of wellicht verticaal.
Het zitbeen heeft bovenaan een grote beenplaat aan de voorrand maar die sluit niet de volle ruimte richting schaambeen: het onderste twee derden van de schacht is vrij. De schacht is tamelijk lang en loopt geleidelijk taps toe, schuin naar beneden en voren gericht en iets naar boven krommend. Het oppervlak van schacht heeft geen troggen. Het is wegens beschadigingen onduidelijk of het zitbeen eindigt in een voet.

## Fylogenie

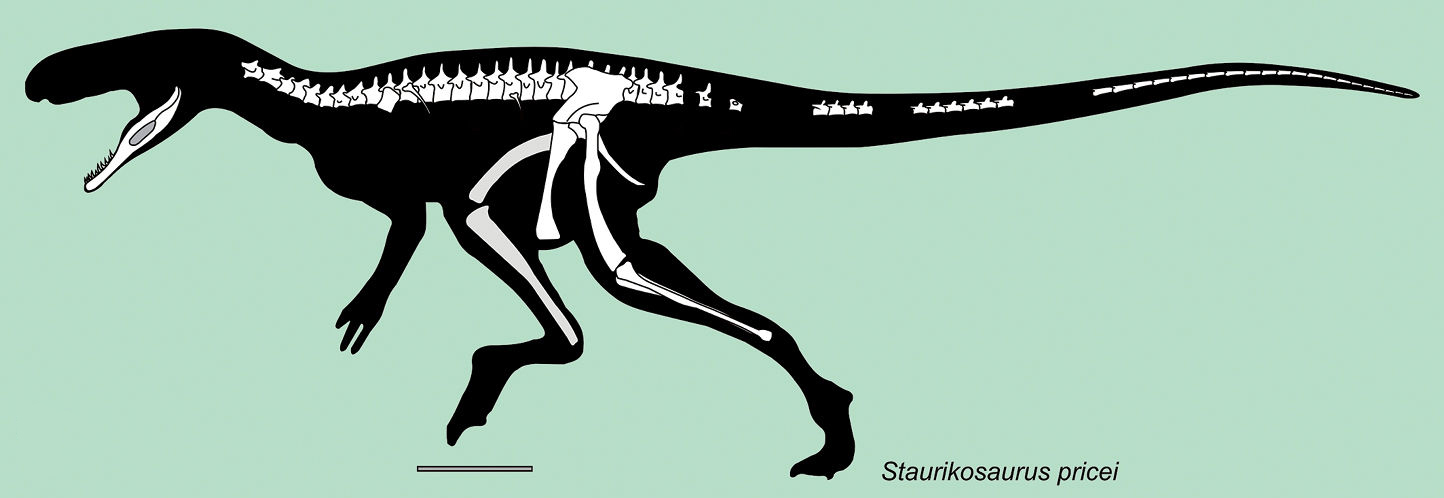
De bewaarde skeletelementen van het holotype

Colbert plaatste Staurikosaurus in 1970 in de Palaeosauriscidae, als een verwant van Efraasia. Dat hele begrip wordt tegenwoordig niet meer gebruikt. In 1973 suggereerde Jacques Gauthier voor het eerst dat het om een basaal lid van de Saurischia moest gaan. In 1978 schiep hij een eigen familie, de Staurikosauridae. In 1973 was Staurikosaurus echter door Juan Luis Benedetto al in de Herrerasauridae geplaatst, een groep die of de meest basale groep theropoden vormt of bestaat uit basale Saurischia. Een plaatsing in de Herrerasauridae is ook de moderne consensus. Er zijn echter ook overeenkomsten met de Sauropodomorpha zoals een eerste staartwervel die al kenmerken van een sacrale wervel begint te tonen, en een hoog naar buiten geplaatste trochanter major van het dijbeen die geen beenplateau vormt.